# 로리아사냥개박쥐
로리아사냥개박쥐 또는 작은파푸아사냥개박쥐, 작은북부자유꼬리박쥐(Ozimops loriae)는 큰귀박쥐과(자유꼬리박쥐류)에 속하는 박쥐의 일종이다. 오스트레일리아와 파푸아뉴기니의 토착종이다.